# Kasteel van Oss
Het Kasteel van Oss was een stadskasteel dat omstreeks 1374 gebouwd werd als onderdeel van de verdedigingswerken van Oss. De verdediging was vooral tegen het Hertogdom Gelre gericht. Oss lag namelijk in het grensgebied van Brabant en Gelre en Gelderse troepen vielen geregeld binnen. Het kasteel verdedigde de stad aan de noordelijke zijde.
In 1381 werd het kasteel beschreven als een stenen huis binnen den zingel van den grave (gracht). Niemand wist precies de juiste plaats ervan. Op 5 mei 1994 trof amateurarcheoloog Hans Pennings enkele middeleeuwse bakstenen aan in de bouwput van het project Gelderse Poort. Hierop werd een archeologisch onderzoek uitgevoerd en kwamen de fundamenten van het kasteel aan het licht. Dit alles werd aangevuld met archief-onderzoek. Vermoedelijk verloor het kasteel omstreeks 1400 zijn militaire functie. Toen was de stad volledig van omwalling voorzien.
Het gebouw mat 39 bij 23,5 meter en de contouren ervan zijn aangegeven in wat tegenwoordig het Burchtplein heet. Boven de fundamenten van een torentje is een glasplaat aangebracht waardoor de mensen deze kunnen bekijken.